# Теренто
Теренто (італ. Terento) — муніципалітет в Італії, у регіоні Трентіно-Альто-Адідже,  провінція Больцано.
Теренто розташоване на відстані близько 560 км на північ від Рима, 100 км на північний схід від Тренто, 50 км на північний схід від Больцано.
Населення — 1730 осіб (2014).

## Демографія
Населення за роками:

Станом на 1 січня 2023 року в муніципалітеті офіційно проживав 51 іноземець з 19 країн, серед них 35 громадян країн Євросоюзу.

## Сусідні муніципалітети
- К'єнес
- Сельва-дей-Моліні
- Вандоїєс